# Associazione Calcio Femminile Milan 1997-1998
Questa voce raccoglie le informazioni riguardanti la Associazione Calcio Femminile Milan nelle competizioni ufficiali della stagione 1997-1998.

## Rosa
Rosa aggiornata alla fine della stagione.
| N. |                   | Ruolo | Calciatrice          |
| -- | ----------------- | ----- | -------------------- |
|    | Italia (bandiera) | P     | Laura Cascella       |
|    | Italia (bandiera) | P     | Raffaella Raffaele   |
|    | Italia (bandiera) | D     | Marianna Marini      |
|    | Italia (bandiera) | D     | Sabrina Cortese      |
|    | Italia (bandiera) | D     | Cristina Mitola      |
|    | Italia (bandiera) | D     | Abigail Fenella Noli |
|    | Italia (bandiera) | D     | Stefania Panzini     |
|    | Italia (bandiera) | C     | Samantha Ceroni      |
|    | Italia (bandiera) | C     | Concetta D'Emma      |

| N. |                   | Ruolo | Calciatrice        |
| -- | ----------------- | ----- | ------------------ |
|    | Italia (bandiera) | C     | Graziella Giovine  |
|    | Italia (bandiera) | C     | Sara Grassi        |
|    | Italia (bandiera) | C     | Debora Margutti    |
|    | Italia (bandiera) | C     | Cristina Murelli   |
|    | Italia (bandiera) | A     | Roberta Ardemagni  |
|    | Italia (bandiera) | A     | Milena De Vincenzo |
|    | Italia (bandiera) | A     | Chiara Gazzoli     |
|    | Italia (bandiera) | A     | Fortuna Illiano    |

## Calciomercato

### Sessione estiva
| Acquisti | Acquisti | Acquisti | Acquisti |
| R.       | Nome     | da       | Modalità |
| -------- | -------- | -------- | -------- |
|          |          |          |          |

| Cessioni | Cessioni       | Cessioni    | Cessioni   |
| R.       | Nome           | a           | Modalità   |
| -------- | -------------- | ----------- | ---------- |
| A        | Debora Novelli | Fiammamonza | definitivo |

## Risultati

### Serie A

#### Girone di andata
| Triginto, Mediglia 27 settembre 1997, ore --:-- CEST 1ª giornata | ACF Milan | 3 – 1 | Autolelli Picenum | Campo sportivo Vigorelli |

| Sorrento 4 ottobre 1997, ore --:-- CEST 2ª giornata | Sporting Sorrento Crems | 0 – 3 | ACF Milan |  |

| Triginto, Mediglia 11 ottobre 1997, ore 15:30 CEST 3ª giornata | ACF Milan | 1 – 0 | Riva del Garda | Campo sportivo Vigorelli |

| Calmasino, Bardolino 18 ottobre 1997, ore 15:30 CEST 4ª giornata | Bardolino | 4 – 0 | ACF Milan | Stadio comunale Belvedere |

| Triginto, Mediglia 25 ottobre 1997, ore --:-- CEST 5ª giornata | ACF Milan | 1 – 2 | Cascine Vica | Campo sportivo Vigorelli |

| Monza 1º novembre 1997, ore --:-- CET 6ª giornata | Fiammamonza | 1 – 3 | ACF Milan | Stadio Gino Alfonso Sada |

| Triginto, Mediglia 8 novembre 1997, ore --:-- CET 7ª giornata | ACF Milan | 4 – 1 | Sarzana | Campo sportivo Vigorelli |

| Segrate 29 novembre 1997, ore --:-- CET 8ª giornata | Sporting Segrate 92 | 0 – 0 | ACF Milan |  |

| Triginto, Mediglia 6 dicembre 1997, ore --:-- CET 9ª giornata | ACF Milan | 0 – 0 | Pisa | Campo sportivo Vigorelli |

| Agliana 13 dicembre 1997, ore --:-- CET 10ª giornata | Agliana | 0 – 0 | ACF Milan | Stadio comunale Germano Bellucci |

| Triginto, Mediglia 6 dicembre 1997, ore --:-- CET 11ª giornata | ACF Milan | 3 – 2 | Lazio CF | Campo sportivo Vigorelli |

| Arbitro: | Gozzi (Terni) |

|                                        |           |                               |
| Mazzarella 11’ Perri 49’ Pedersoli 81’ | Marcatori | 10’ Murelli 48’ (aut.) Bianco |

| Arbitro: | Vitale (Frattamaggiore) |

|             |           |                            |
| Murelli 85’ | Marcatori | 11’, 37’ Panico 22’ Morace |

| Arbitro: | Falso (Formia) |

|                                  |           |                    |
| Parejo 23’, 41’ (rig.), 88’, 90’ | Marcatori | 47’ (rig.) Panzini |

| Arbitro: | Vitale (Frattamaggiore) |

|                 |           |                     |
| Tagliacarne 37’ | Marcatori | 80’ Ulivi 86’ Carta |

#### Girone di ritorno
| Arbitro: | Guaraldi (Finale Emilia) |

|              |           |                                  |
| Caricato 45’ | Marcatori | 17’ Murelli 51’, 83’ Tagliacarne |

| Arbitro: | Dell (Torino) |

|             |           |  |
| Panzini 74’ | Marcatori |  |

| Riva del Garda 14 febbraio 1998, ore 14:30 CET 18ª giornata | Riva del Garda | 0 – 6 referto | ACF Milan |  |

| Arbitro: | Casciano (Cosenza) |

|             |           |                  |
| Illiano 43’ | Marcatori | 36’, 45’ Placchi |

| Arbitro: | Guaraldi (Finale Ligure) |

|              |           |  |
| Deiana 90+1’ | Marcatori |  |

| Triginto, Mediglia 14 marzo 1998, ore 15:00 CET 21ª giornata | ACF Milan        | 0 – 0 referto | Fiammamonza | Campo sportivo Vigorelli\| Arbitro: \| Rinaldi (Tivoli) \| |
| Arbitro:                                                     | Rinaldi (Tivoli) |               |             |                                                            |

| Arbitro: | Curli (Perugia) |

|                                            |           |                                                |
| Longinotti 26’, 47’ Dolci 71’ Angelini 87’ | Marcatori | 46’, 60’ Gazzoli 56’ Tamagnini 90’ Tagliacarne |

| Arbitro: | Salvetti (Varese) |

|                       |           |                         |
| Villa 28’ Illiano 82’ | Marcatori | 30’ Miravalle 42’ Violi |

| Arbitro: | Bravi (Macerata) |

|                                                                                |           |                          |
| Sberti 20’ (rig.), 80’ (rig.) La Monica 22’ Molesti 24’ Pallotti 45’ Bichi 59’ | Marcatori | 30’ Gazzoli 37’ Margutti |

| Arbitro: | Gamba (Asti) |

|                                                 |           |                                      |
| Tagliacarne 3’, 65’ Gazzoli 4’, 63’ Panzini 45’ | Marcatori | 51’ Tardelli 61’ (rig.), 83’ Fiorini |

| Arbitro: | Liut (Pisa) |

|                             |           |  |
| Napoleoni 45’ Colasante 87’ | Marcatori |  |

| Arbitro: | Masini (Lucca) |

|                      |           |  |
| Tagliacarne 52’, 90’ | Marcatori |  |

| Arbitro: | Bonon (Rovigo) |

|                |           |                                  |
| Serra 25’, 31’ | Marcatori | 46’, 65’ Gazzoli 50’ Tagliacarne |

| Arbitro: | Bianco (Lecce) |

|                                      |           |                 |
| Gazzoli 1’, 67’ Tagliacarne 66’, 83’ | Marcatori | 20’, 82’ Soriga |

| Arbitro: | Caviglia (Chiavari) |

|                    |           |                                |
| Ulivi 90+1’, 90+4’ | Marcatori | 28’ Villa 80’, 86’ Tagliacarne |

### Coppa Italia
| 20 settembre 1997 Finale | ACF Milan | 3 – 1 | Lugo Zambelli |  |

## Statistiche

### Statistiche di squadra
| Competizione | Punti | In casa | In casa | In casa | In casa | In casa | In casa | In trasferta | In trasferta | In trasferta | In trasferta | In trasferta | In trasferta | Totale | Totale | Totale | Totale | Totale | Totale | DR |
| Competizione | Punti | G       | V       | N       | P       | Gf      | Gs      | G            | V            | N            | P            | Gf           | Gs           | G      | V      | N      | P      | Gf     | Gs     | DR |
| ------------ | ----- | ------- | ------- | ------- | ------- | ------- | ------- | ------------ | ------------ | ------------ | ------------ | ------------ | ------------ | ------ | ------ | ------ | ------ | ------ | ------ | -- |
| Serie A      | 46    | 15      | 8       | 3       | 4       | 29      | 20      | 15           | 5            | 4            | 6            | 29           | 32           | 30     | 13     | 7      | 10     | 58     | 52     | +6 |
| Coppa Italia | -     | -       | -       | -       | -       | -       | -       | -            | -            | -            | -            | -            | -            | -      | -      | -      | -      | -      | -      | -  |
| Totale       | -     | -       | -       | -       | -       | -       | -       | -            | -            | -            | -            | -            | -            | -      | -      | -      | -      | -      | -      | -  |

### Andamento in campionato
| Giornata  | 1 | 2 | 3 | 4 | 5 | 6 | 7 | 8 | 9 | 10 | 11 | 12 | 13 | 14 | 15 | 16 | 17 | 18 | 19 | 20 | 21 | 22 | 23 | 24 | 25 | 26 | 27 | 28 | 29 | 30 |
| --------- | - | - | - | - | - | - | - | - | - | -- | -- | -- | -- | -- | -- | -- | -- | -- | -- | -- | -- | -- | -- | -- | -- | -- | -- | -- | -- | -- |
| Luogo     | C | T | C | T | C | T | C | T | C | T  | C  | T  | C  | T  | C  | T  | C  | T  | C  | T  | C  | T  | C  | T  | C  | T  | C  | T  | C  | T  |
| Risultato | V | V | V | P | P | V | V | N | N | N  | V  | P  | P  | P  | P  | V  | V  | V  | P  | P  | N  | N  | N  | P  | V  | P  | V  | V  | V  | V  |
| Posizione |   | 1 |   |   |   |   |   |   |   |    | 4  | 4  | 7  | 7  | 7  | 7  | 7  | 6  | 6  | 6  | 7  | 6  | 6  | 7  | 6  | 6  | 5  | 5  | 5  | 4  |

Legenda:

Luogo: C = Casa; T = Trasferta. Risultato: V = Vittoria; N = Pareggio; P = Sconfitta.

### Statistiche delle giocatrici
| Giocatore  | Serie A  | Serie A | Serie A     | Serie A    | Coppa Italia | Coppa Italia | Coppa Italia | Coppa Italia | Totale   | Totale | Totale      | Totale     |
| Giocatore  | Presenze | Reti    | Ammonizioni | Espulsioni | Presenze     | Reti         | Ammonizioni  | Espulsioni   | Presenze | Reti   | Ammonizioni | Espulsioni |
| ---------- | -------- | ------- | ----------- | ---------- | ------------ | ------------ | ------------ | ------------ | -------- | ------ | ----------- | ---------- |
| C. Gazzoli | ?        | 17      | ?           | ?          | ?            | ?            | ?            | ?            | ?        | 17+    | ?           | ?          |